# Kajaber I Gurieli
Kajaber I Gurieli (en georgiano: კახაბერ გურიელი; fl. 1352) fue príncipe de Guria, parte de la casa de Dadiani, en la segunda mitad del siglo XIV en la actual región de Guria, en Georgia.Es el primer gobernante conocido en ser llamado Gurieli.
Kakhaber era un hijo menor de Jorge II Dadiani, eristavi de Mingrelia y hermano del sucesor de Jorge, Vamek I Dadiani. Kajaber, como el primer Gurieli, fue identificado por el historiador georgiano Dimitri Bakradze basándose en una inscripción de un icono ahora perdido de 1352, que le acreditaba, junto con su esposa Anna, la construcción de la iglesia de Lijauri en Guria. Así, en aquella época, Guria parece haber sido un feudo de la secundogenitura de los Dadiani. Kajaber también se menciona como eristavi de los esvanos, de donde surgieron los Vardanisdze, antepasados de las dinastías Dadiani-Gurieli.
Kajaber puede ser el Vardanisdze anónimo de la crónica del príncipe Vajushti de Kartli, quien fue privado de sus tierras esvanas por el rey Bagrat V de Georgia y recompensado con Guria después de que los esvanos atacaran e incendiaran la ciudad real de Kutaisi en 1361. También es posible que Kajaber es el arconte de Guria, a quien el cronista contemporáneo Miguel Panareto presenció, el 6 de agosto de 1372, ofreciendo una prosquinesis a su soberano real durante la reunión de Alejo III de Trebisonda con Bagrat V de Georgia en la ciudad de Batumi, en el mar Negro.
El hijo de Kajaber y posible sucesor fue Jorge I Gurieli, a quien se conoce, junto con su esposa Elene, por una inscripción de la iglesia de Lijauri fechada en 1422, así como por inscripciones sin fecha que mencionan a sus hijos: Mamia, su posible sucesor como príncipe de Guria, y Kaikubad.